# Jean-Pierre Bodis
 (novembre 2024).
Jean-Pierre Bodis, né le 2 juillet 1942 et mort le 4 juillet 2011, est un historien français spécialisé dans l'histoire du rugby né à Lauzun, en Lot-et-Garonne. Il est connu pour ses travaux sur l'évolution et l'impact de ce sport en France et à l'international, il est également auteur de plusieurs ouvrages de référence qui explorent l'histoire, la culture et le développement mondiale du rugby.

## Biographie
Jean-Pierre Bodis naît le 2 juillet 1942 à Saint-Nazaire, en Lot-et-Garonne,.
Il commence, en 1972, une thèse (doctorat) en Histoire contemporaine (Rugby, politique et société dans le monde : des origines du jeu à nos jours : étude comparée) à l'Université Toulouse-Jean-Jaurès sous la direction de Bartolomé Bennassar.
En 1993, il est élu maître de conférences à l'Université de Pau.
Il meurt le 4 juillet 2011, à Saint-Pierre-d'Irube.

## Travaux et contributions
Les recherches de Jean-Pierre Bodis explorent l’évolution du rugby depuis son origine en Angleterre jusqu'à son adoption comme sport populaire en France. Il s'intéresse aux dimensions sociales et culturelles du rugby, et étudie notamment comment ce sport a influencé les identités régionales, en particulier dans le Sud-Ouest de la France, ainsi que dans les colonies anglophones telles que l'Australie, l'Irlande et la Nouvelle-Zélande. Bodis analyse comment, dans un premier temps, le rugby s'est affirmé comme un marqueur de l'identité britannique coloniale, avec un développement initial dans les universités. Il souligne également les différences d'intensité dans la pratique du rugby selon les régions du monde, ce qui se reflète aujourd'hui dans les performances et les niveaux de compétitivité des équipes internationales.

### Publications
Jean-Pierre Bodis est l'auteur de plusieurs ouvrages sur le rugby, parmi lesquels :
- Histoire mondiale du rugby : dimensions économiques et sociales[6],[7], Privat, 1987, 432 p.
- Rugby en Aquitaine : histoire d'une rencontre, avec Jean-Pierre Augustin, Bordeaux, Centre régional des lettres d'Aquitaine, 1994, 315 p.
- Encyclopédie du rugby français, avec Pierre Lafond, Dehedin, 1989, 779 p.
- Planète ovale, Université Paul Valéry, 1995, 115 p.
- Le rugby d'Irlande : identité, territorialité[8], Éditions de la Maison des sciences de l'Homme d'Aquitaine, 1993, 160 p.
- Le rugby : de l'esprit de clocher à la coupe du monde, Privat, 1999, 155 p.
- Le rugby sud-africain : histoire d'un sport en politique, Karthala : MSHA, 1995, 210 p.